# Trochosa garamantica
Trochosa garamantica är en spindelart som först beskrevs av Lodovico di Caporiacco 1936.  Trochosa garamantica ingår i släktet Trochosa och familjen vargspindlar.
Artens utbredningsområde är Libya. Inga underarter finns listade i Catalogue of Life.